# Tour of Britain 2013
Il Tour of Britain 2013, decima edizione della corsa, si svolse dal 15 al 22 settembre 2013 su un percorso di 1185 km ripartiti in 8 tappe, con partenza da Peebles e arrivo a Londra. Fu vinto dal britannico Bradley Wiggins della Sky Procycling davanti allo svizzero Martin Elmiger e al britannico Simon Yates.

## Tappe
| Tappa  | Data         | Percorso                                | km   | Vincitore di tappa | Leader cl. generale |
| ------ | ------------ | --------------------------------------- | ---- | ------------------ | ------------------- |
| 1ª     | 15 settembre | Peebles > Drumlanrig Castle             | 201  | Elia Viviani       | Elia Viviani        |
| 2ª     | 16 settembre | Carlisle > Kendal                       | 225  | Gerald Ciolek      | Gerald Ciolek       |
| 3ª     | 17 settembre | Knowsley > Knowsley (cron. individuale) | 16   | Bradley Wiggins    | Bradley Wiggins     |
| 4ª     | 18 settembre | Stoke-on-Trent > Llanberis              | 191  | Mark Cavendish     | Bradley Wiggins     |
| 5ª     | 19 settembre | Machynlleth > Caerphilly                | 177  | Sam Bennett        | Bradley Wiggins     |
| 6ª     | 20 settembre | Sidmouth > Haytor                       | 137  | Simon Yates        | Bradley Wiggins     |
| 7ª     | 21 settembre | Epsom > Guildford                       | 150  | Mark Cavendish     | Bradley Wiggins     |
| 8ª     | 22 settembre | Londra > Londra                         | 88   | Mark Cavendish     | Bradley Wiggins     |
| Totale | Totale       | Totale                                  | 1185 |                    |                     |

## Dettagli delle tappe

### 1ª tappa
- 15 settembre: Peebles > Drumlanrig Castle – 201 km

| Pos. | Corridore           | Squadra      | Tempo    |
| ---- | ------------------- | ------------ | -------- |
| 1    | Elia Viviani        | Cannondale   | 6h04'43" |
| 2    | Alessandro Petacchi | Omega Pharma | s.t.     |
| 3    | Gerald Ciolek       | MTN-Qhubeka  | s.t.     |

| Pos. | Corridore           | Squadra      | Tempo    |
| ---- | ------------------- | ------------ | -------- |
| 1    | Elia Viviani        | Cannondale   | 6h04'33" |
| 2    | Alessandro Petacchi | Omega Pharma | a 4"     |
| 3    | Gerald Ciolek       | MTN-Qhubeka  | a 6"     |

### 2ª tappa
- 16 settembre: Carlisle > Kendal – 225 km

| Pos. | Corridore       | Squadra     | Tempo    |
| ---- | --------------- | ----------- | -------- |
| 1    | Gerald Ciolek   | MTN-Qhubeka | 5h01'01" |
| 2    | Sam Bennett     | An Post     | s.t.     |
| 3    | Thomas Lövkvist | IAM         | a 6"     |

| Pos. | Corridore     | Squadra      | Tempo     |
| ---- | ------------- | ------------ | --------- |
| 1    | Gerald Ciolek | MTN-Qhubeka  | 11h05'30" |
| 2    | Simon Yates   | 100% ME      | a 20"     |
| 3    | Michal Golas  | Omega Pharma | s.t.      |

### 3ª tappa
- 17 settembre: Knowsley > Knowsley (cron. individuale) – 16 km

| Pos. | Corridore       | Squadra      | Tempo  |
| ---- | --------------- | ------------ | ------ |
| 1    | Bradley Wiggins | Sky          | 19'54" |
| 2    | Ian Stannard    | Sky          | a 36"  |
| 3    | Jack Bauer      | Garmin-Sharp | a 42"  |

| Pos. | Corridore       | Squadra | Tempo     |
| ---- | --------------- | ------- | --------- |
| 1    | Bradley Wiggins | Sky     | 11h25'54" |
| 2    | Ian Stannard    | Sky     | a 37"     |
| 3    | Martin Elmiger  | IAM     | a 47"     |

### 4ª tappa
- 18 settembre: Stoke-on-Trent > Llanberis – 191 km

| Pos. | Corridore       | Squadra      | Tempo    |
| ---- | --------------- | ------------ | -------- |
| 1    | Mark Cavendish  | Omega Pharma | 4h45'42" |
| 2    | Elia Viviani    | Cannondale   | s.t.     |
| 3    | Steele Von Hoff | Garmin-Sharp | s.t.     |

| Pos. | Corridore       | Squadra | Tempo     |
| ---- | --------------- | ------- | --------- |
| 1    | Bradley Wiggins | Sky     | 16h11'36" |
| 2    | Ian Stannard    | Sky     | a 37"     |
| 3    | Martin Elmiger  | IAM     | a 47"     |

### 5ª tappa
- 19 settembre: Machynlleth > Caerphilly – 177 km

| Pos. | Corridore      | Squadra      | Tempo    |
| ---- | -------------- | ------------ | -------- |
| 1    | Sam Bennett    | An Post      | 4h35'29" |
| 2    | Michal Golas   | Omega Pharma | s.t.     |
| 3    | Martin Elmiger | IAM          | s.t.     |

| Pos. | Corridore       | Squadra | Tempo     |
| ---- | --------------- | ------- | --------- |
| 1    | Bradley Wiggins | Sky     | 20h47'05" |
| 2    | Ian Stannard    | Sky     | a 37"     |
| 3    | Martin Elmiger  | IAM     | a 43"     |

### 6ª tappa
- 20 settembre: Sidmouth > Haytor – 137 km

| Pos. | Corridore          | Squadra | Tempo    |
| ---- | ------------------ | ------- | -------- |
| 1    | Simon Yates        | 100% ME | 3h23'44" |
| 2    | Martin Elmiger     | IAM     | a 2"     |
| 3    | David Lopez Garcia | Sky     | s.t.     |

| Pos. | Corridore       | Squadra | Tempo     |
| ---- | --------------- | ------- | --------- |
| 1    | Bradley Wiggins | Sky     | 24h10'56" |
| 2    | Martin Elmiger  | IAM     | a 32"     |
| 3    | Simon Yates     | 100% ME | a 1'06"   |

### 7ª tappa
- 21 settembre: Epsom > Guildford – 150 km

| Pos. | Corridore      | Squadra      | Tempo    |
| ---- | -------------- | ------------ | -------- |
| 1    | Mark Cavendish | Omega Pharma | 3h46'57" |
| 2    | Elia Viviani   | Cannondale   | s.t.     |
| 3    | Gerald Ciolek  | MTN-Qhubeka  | s.t.     |

| Pos. | Corridore       | Squadra | Tempo     |
| ---- | --------------- | ------- | --------- |
| 1    | Bradley Wiggins | Sky     | 27h57'59" |
| 2    | Martin Elmiger  | IAM     | a 26"     |
| 3    | Simon Yates     | 100% ME | a 1'06"   |

### 8ª tappa
- 22 settembre: Londra > Londra – 88 km

| Pos. | Corridore      | Squadra      | Tempo    |
| ---- | -------------- | ------------ | -------- |
| 1    | Mark Cavendish | Omega Pharma | 1h47'23" |
| 2    | Sam Bennett    | An Post      | s.t.     |
| 3    | Elia Viviani   | Cannondale   | s.t.     |

| Pos. | Corridore       | Squadra | Tempo     |
| ---- | --------------- | ------- | --------- |
| 1    | Bradley Wiggins | Sky     | 29h45'22" |
| 2    | Martin Elmiger  | IAM     | a 26"     |
| 3    | Simon Yates     | 100% ME | a 1'03"   |

## Classifiche finali

### Classifica generale
| Pos. | Corridore             | Squadra                | Tempo     |
| ---- | --------------------- | ---------------------- | --------- |
| 1    | Bradley Wiggins       | Sky Procycling         | 29h45'22" |
| 2    | Martin Elmiger        | IAM Cycling            | a 26"     |
| 3    | Simon Yates           | 100% ME                | a 1'03"   |
| 4    | David Lopez Garcia    | Sky Procycling         | a 1'08"   |
| 5    | Jack Bauer            | Garmin-Sharp           | a 1'14"   |
| 6    | Sergio Pardilla       | MTN-Qhubeka            | a 1'16"   |
| 7    | Ian Stannard          | Sky Procycling         | a 1'34"   |
| 8    | Sébastien Reichenbach | IAM Cycling            | a 1'42"   |
| 9    | Michal Golas          | Omega Pharma-Quickstep | a 1'46"   |
| 10   | Marcel Wyss           | IAM Cycling            | a 1'57"   |